# Stres miejski
Stres miejski – stan napięcia fizycznego lub psychicznego powstały w wyniku życia w mieście lub czynniki fizyczne, chemiczne lub emocjonalne, które powodują to napięcie. Stres miejski zaliczany jest do stresu środowiskowego. Głównymi obawami europejskich miast w tym kontekście są jakość powietrza, jakość akustyki i natężenie ruchu. Przyczynami pojawiania się stresu miejskiego jest znaczna i różnorodna liczba bodźców fizycznych i społecznych, z jakimi musi zmagać się osoba mieszkająca we współczesnym ośrodku miejskim, np. hałas, spaliny, promieniowanie elektromagnetyczne, zatłoczenie, presja społeczna, oraz złożoność poznawcza wynikająca z przebywania w danym obszarze. Koncentracja dużej liczby ludności i działań na małym obszarze miasta jest przyczyną wysokiej presji na środowisko. Lokalne warunki środowiskowe wpływają na zdrowie populacji. Problemy środowiskowe dotykające obszary miejskie są ściśle powiązane z problemami regionalnymi i globalnymi poprzez ich wspólne przyczyny i współzależne skutki.
Życie w wielkim mieście jest z psychologicznego punktu widzenia bardzo atrakcyjne, ale też bardzo kosztowne. Oznaki stresu środowiskowego w miastach stają się oczywiste, gdy bada się jakość komponentów środowiska i ich wpływ na zdrowie i jakość życia ludności miejskiej. Problemu nie stanowią pojedyncze czynniki, a nakładające się kilka bodźców, które łączą się ze sobą i silnie oddziałuje na funkcjonowanie wszystkich układów w organizmie. Do tego typu czynników można zaliczyć między innymi: sztuczne oświetlenie, hałas, zanieczyszczenie powietrza, zatłoczenie, codzienny pośpiech, spaliny, promieniowanie elektromagnetyczne czy nieodpowiednią dietę. Jednocześnie mieszkańcy miast żyją w korzystniejszych warunkach, mając lepszy dostęp do edukacji, opieki społecznej, możliwości rozwoju osobistego.

## Czynniki
Przyczyny stresu miejskiego można zrozumieć po zbadaniu jak działają struktury miasta i jak ich organizacja przestrzenna wpływa na odbieranie ich jako środowiska. Jakość środowiska miejskiego jest wynikiem interakcji wielu współzależnych zmiennych oraz pomiędzy działalnością miejską a strukturą miasta. Wpływ działań miejskich nie jest sumą każdego efektu rozpatrywanego z osobna, a synergią tych czynników, generującą stres środowiskowy.
Ważna jest intersekcjonalność czynników, a także kolejne efekty działań, przykładowo zanieczyszczenie powietrza w miastach jest powiązane z zakwaszeniem, smogiem fotochemicznym i zmianami klimatycznymi. W miarę jak miasta wyczerpują swoje lokalne zasoby i zwiększają swoją zależność od importowanych zasobów globalnych, stają się coraz bardziej podatne na skutki globalnych zmian środowiskowych. Z drugiej strony wdrożenie środków mających na celu poprawę środowiska miejskiego ma odpowiedni korzystny wpływ na środowisko regionalne i globalne.
Większość substancji zanieczyszczających powietrze, takich jak dwutlenek siarki, cząstki stałe, tlenki azotu i tlenek węgla, ma bezpośredni wpływ na zdrowie człowieka. Narażenie na zanieczyszczenie powietrza i hałas stanowią coraz większy problem w większości miast europejskich. Problemy te wskazywane są jako przyczyny stresów środowiskowych i zagrożeń dla zdrowia publicznego. Pomimo osiągnięć w zakresie redukcji tradycyjnych emisji, większość miast w dalszym ciągu przynajmniej raz w roku przekracza krótkoterminowe wytyczne WHO dotyczące jakości powietrza. W porównaniu z miastami Europy Wschodniej i Południowej, miasta północne i zachodnie są w lepszej sytuacji pod względem długoterminowego narażenia na SO2, ale obecnie stoją w obliczu innych rodzajów zagrożeń (np. NOx, LZO). Produkcja energii i przemysł są nadal głównymi źródłami zanieczyszczenia powietrza w miastach Europy Wschodniej. W miastach zachodnich głównym źródłem zanieczyszczeń powietrza jest transport.
Inne czynniki stresu środowiskowego związane z mobilnością na obszarach miejskich to hałas, wypadki drogowe i zatory komunikacyjne. Niedopuszczalny poziom hałasu przekraczający 65 dB dotyka od 10 do 20 procent mieszkańców miast w większości miast europejskich. Jest on uważany za jeden z najważniejszych zagrożeń spośród czynników zagrożenia miejskiego.
Miejski stres jest też związany z natężeniem sztucznego oświetlenia. Problem dotyczy nie tylko oświetlenia miejskiego, ale także częstego korzystania ze smartfona, komputera. Urządzenia te emitują sztuczne światło niebieskie, które utrudnia swobodne patrzenie, powoduje uczucie suchości oka, łzawienie, wpływa także na wydzielanie przez organizm melatoniny odpowiadającej za regulację cyklu dobowego. Brak całkowitego zacienienia sypialni (np. przez oświetlenie ulicy wpadające do mieszkania) utrudnia zasypianie i negatywnie wpływa na efektywny odpoczynek.
Dla osób, które nie znają danego miasta, problematyczne może być odnajdywanie się w przestrzeni. Poczucie zagubienia spotykane jest nie tylko u przybyszy, ale i u mieszkańców. Rozszyfrowywanie układu miast komplikuje konieczność używania różnorodnych środków komunikacji, a zmiany w sieci transportowej komplikują życie szczególnie osobom starszym.
Zauważalne są także zmiany w standardzie zachowania związane z obroną przed nadmierną liczbą bodźców. Stąd obserwuje się skracanie sekwencji zachowań do elementów niezbędnych z punktu widzenia roli społecznej, np. w środkach komunikacji miejskiej jedynym wymaganiem roli jest niesprawianie kłopotów innym. Nie rozwijają się zachowania cechujące się na przykład życzliwością i otwartością.
Skoncentrowanie na małym terytorium nasila tendencje rywalizacyjne do różnych dóbr użyteczności publicznej. Stres jest spotęgowany koncentracją większości usług i instytucji w centrach miast. Ponadto centra miast cechuje największa koncentracja przestępczości, bezdomności i prostytucji, więc postawa dystansu i rezerwy wobec obcych jest reakcją naturalną.

## Skutki
- reakcje psychowegetatywne jako reakcje na wysokie stężenia parametrów materialnego środowiska: spaliny, hałas, pyły
- lęk, powstający na skutek przekraczania dystansów społecznych
- poczucie zagubienia – trudności z odnajdywaniem drogi

Ludzki mózg ma różne okresy wrażliwości. Neurobiologiczne skutki doświadczania stresu miejskiego we wczesnym dzieciństwie różnią się od tych związanych z doświadczaniem stresu miejskiego w późniejszym życiu.
Życie w mieście wiąże się z wyższym ryzykiem kilku zaburzeń psychicznych. Aktualne dane wskazują na większą wrażliwość mózgu na stres społeczny u mieszkańców miast.
Określone grupy społeczne są narażone na zwiększone ryzyko występowania stresu miejskiego. Stres miejski może różnić się w różnych kręgach kulturowych. Na przykład badania w krajach rozwiniętych wskazały na to, że stres powodowany chronicznymi trudnościami napotykanymi przez ludzi mieszkających w biednych dzielnicach miejskich jest powiązany z problemami zdrowotnymi i chorobami.